# Campo de San Juan (Moratalla)
Campo de San Juan, o simplemente San Juan, es una pedanía murciana integrada en el municipio de Moratalla .

## Geografía

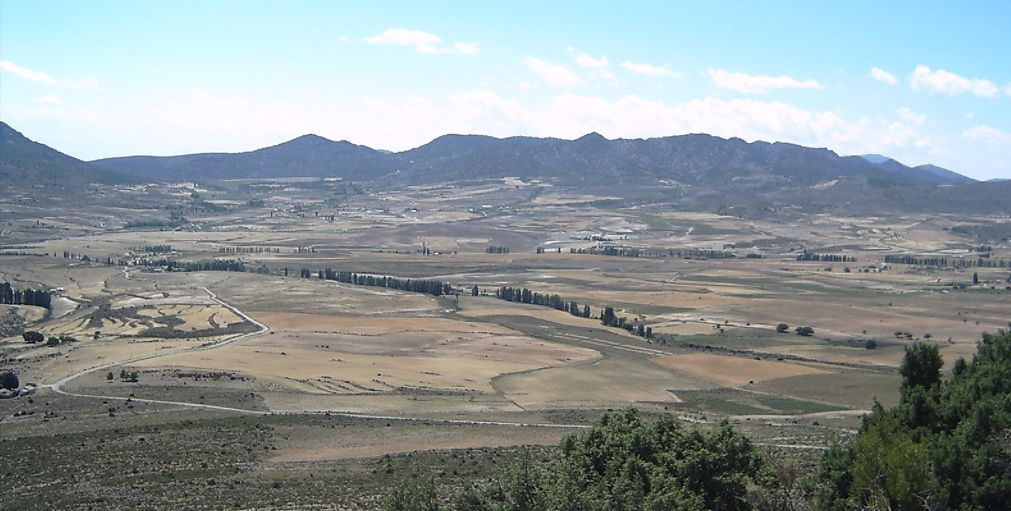
Campo de San Juan, visto desde lo alto de las cuevas de Bajil.

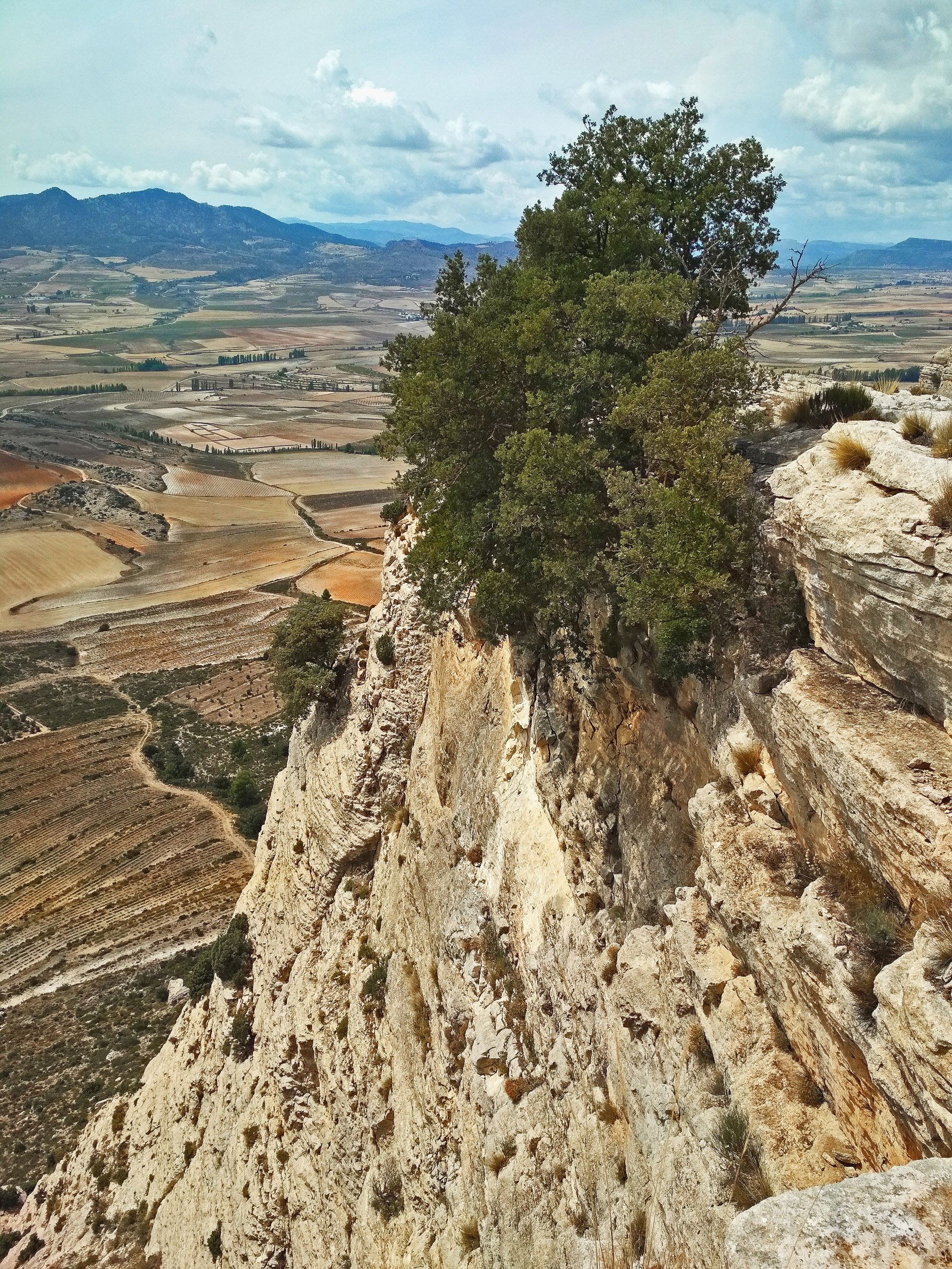
Carrascas colgantes en el Calar de la Cueva de la Capilla con el Campo de San Juan al fondo.

Se ubica en el altiplano del mismo nombre, entre Moratalla, Archivel, El Sabinar y Benizar. Está situado a 1200 metros sobre el nivel del mar, por lo que caen nevadas con asiduidad durante los meses de invierno. En los meses estivales, las temperaturas son frescas. 

## Economía
Cuenta con restaurantes, un supermercado, gasolinera, un taller mecánico, un polideportivo, y la fábrica de embutidos "El Siglo". Durante todo el año, la localidad recibe visitantes en los diversos alojamientos rurales.
En referencia a las tareas agrícolas, predominan los cultivos de cereales y de plantas aromáticas. Cabe destacar, también, la ganadería y la producción de carne y embutidos.

## Demografía

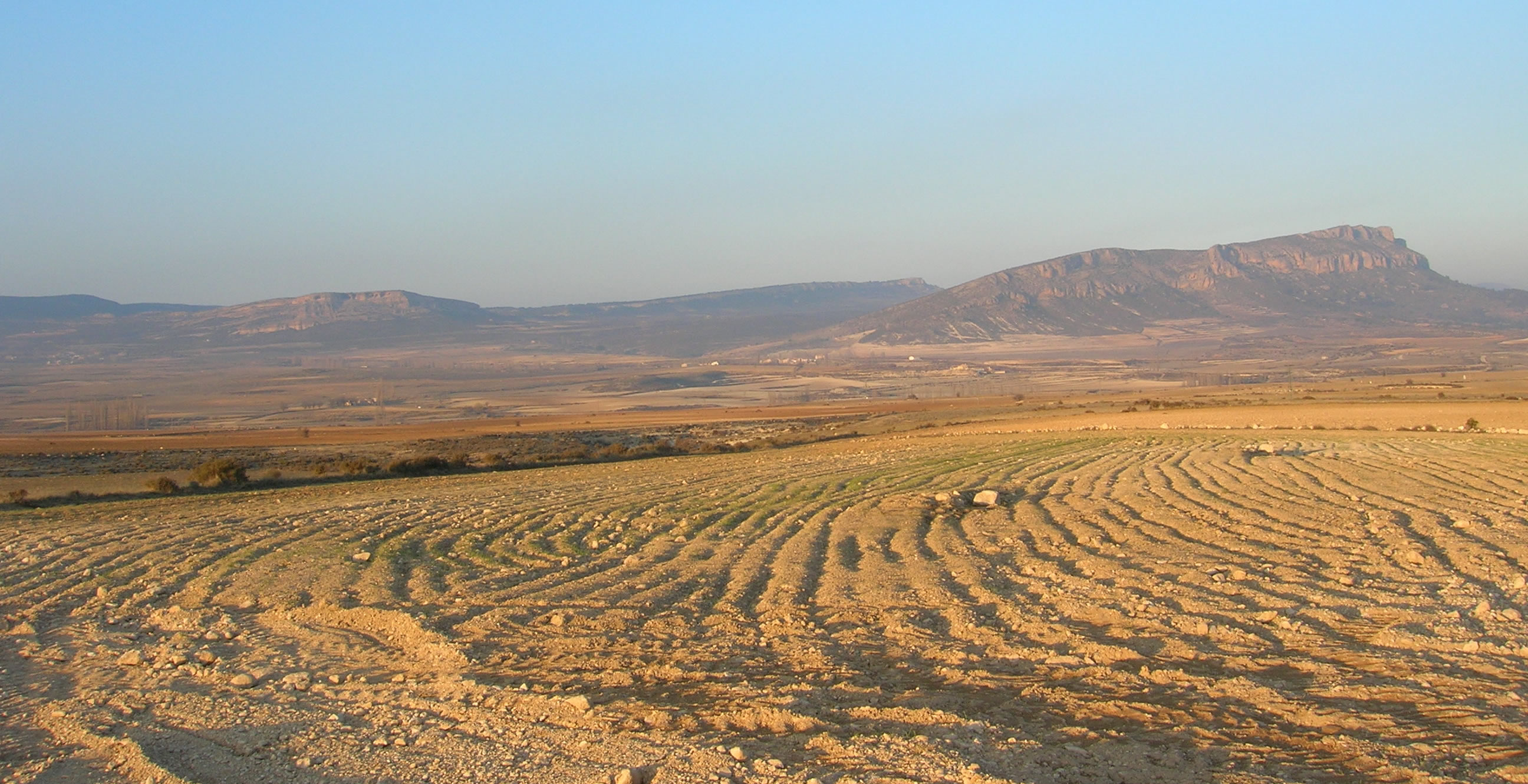
Campo de San Juan, visto desde Casicas de San Juan. A la izquierda y al fondo, Bajil; a la derecha y en segundo término, el Lanchar.

Atendiendo a los datos ofrecidos por el censo de 2020, la pedanía de Campo de San Juan cuenta con un total de 247 habitantes. Los principales núcleos de población son, por orden demográfico:
- Zaén de Arriba: 42 habitantes.
- Fuente Ribera: 15 habitantes.
- La Risca: 11 habitantes.

Otros núcleos son:
- Ribera
- Casa Nueva del Moral
- Casa Perea
- Casa Letrado
- Los Cantos
- Cortijo de la Venta Nueva
- Casicas de San Juan
- La Tercia
- Cortijo de Carreño
- Cortijo la Morera
- Casas de Aledo
- Zaén de Abajo
- Zaen de Arriba
- Cortijo de Salchite
- Casa Puerto
- Casa del Prior
- Casa Alderete
- Las Lorigas
- Casa Nueva de Carrizal
- Bajil
- Fotuya
- Cortijo de Capel
- Orihuelo

En La Risca hay un embalse que se nutre del agua del río Alhárabe.

## Política
La alcaldesa pedánea es Presentación Martínez López.
La Unión Europea ha planteado una propuesta para convertir el Campo de San Juan en parque natural.

## Fiestas
- Fiestas de la romería de San Isidro en el Villar y en la Casa Alderete. Se celebra una misa en el Villar con los Santos: San Juan Bautista, La Virgen de la Rogativa y San Isidro.

- Fiestas Patronales en honor a su Patrón -San Juan Bautista- que se celebran con el tradicional encierro de reses bravas; el día 24 se celebra una misa en honor a San Juan Bautista y posteriormente se come arroz en el Restaurante El Cortijo.